# Concierto de bastón
 Concierto de bastón  es una película en blanco y negro de Argentina dirigida por Enrique Cahen Salaberry sobre el guion de Ariel Cortazzo según el argumento de Michel Durán que se estrenó el 13 de marzo de 1951 y que tuvo como protagonistas a Juan Carlos Thorry, Analía Gadé, Diana Maggi, Osvaldo Miranda y Héctor Calcaño.

## Sinopsis
Una muchacha provoca que un joven se aleje de su novia y que esta vaya con su amigo.

## Reparto
Actuaron en el filme los siguientes intérpretes:
- Juan Carlos Thorry ... Alberto Remi
- Analía Gadé ... Catalina "Caty"
- Diana Maggi ... Vicky
- Osvaldo Miranda ... Pablo Ríos
- Héctor Calcaño ... Prof. Rosales
- Isabel Pradas ... Ana María
- Luis Otero ... Jorge Ocampo
- Anaclara Bell
- Perla Cristal ... Matilde
- Francisco Audenino ... Lorenzo Morel
- Liana Lombard
- Max Citelli

## Comentarios
Manrupe y Portela escriben que la película es una :

”comedia de enredos que insiste en explotar la popularidad de la pareja Thorry-Gadé.”

 y por su parte El Heraldo del Cinematografista dijo:

”Oscilante en su tono, en su interés y en su valor humorístico, pero facilita una acción movida pese a transcurrir en su mayor parte en dos departamentos.”